# Liste des présidents du conseil départemental des Pyrénées-Orientales
Avant le renouvellement des assemblées départementales de mars 2015, cette instance portait le nom de conseil général.

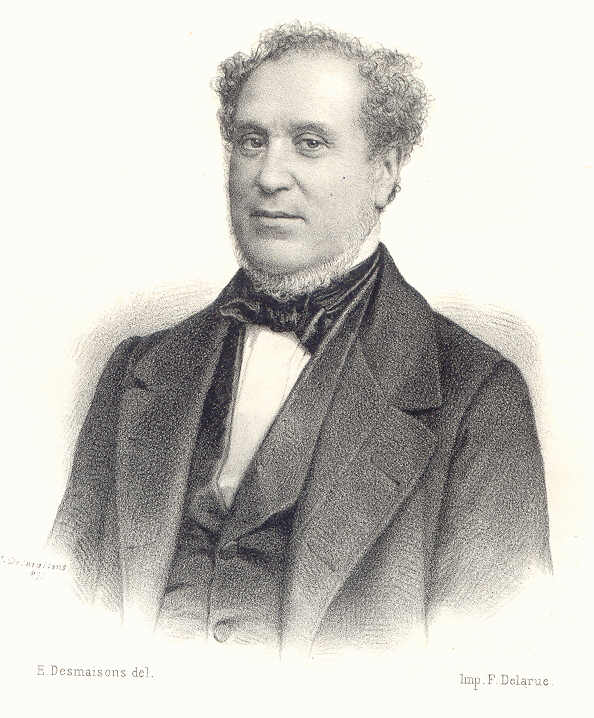
Paul Massot (1800-1881)

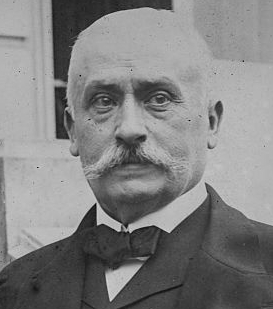
Jules Pams

- Hyacinthe-Xavier Tixedor (An VIII)
- Joseph Pares Conill (An IX - An X)
- Joseph Vaquer (An XI)
- Joseph Pares Conill (An XII)
- Jacques Mauran (An XIII)
- Joseph Pares Conill (1806 - 1829)
- Eugène Lacombe St Michel (1831 - 1833)
- Joseph Pares (1834 - 1839)
- Adrien Anglade d'Oms (1840 - 1841)
- Justin Durand (1842 - 1845)
- Charles Calmettes (1846 - 1847)
- François Jaubert de Passa (1848 - 1853)
- Justin Durand (1853 - 1862)
- Pierre Renault (1863 - 1869)

- Lazare Escarguel (1871 - 1874)
- Paul Massot (1874 - 1877)
- Lazare Escarguel (1877 - 1880)
- Jean Baptiste Romeu (1880 - 1885)
- Eugène Boluix (1885 - 1886)
- Émile Brousse (1886 - 1887)
- Édouard Vilar (1887 - 1891)
- Émile Brousse (1891 - 1894)
- Édouard Vilar (1894 - 1896)
- Émile Pares (1896 - 1898)
- Paul Pujade (1898 - 1900)
- Émile Pares (1900 - 1902)
- Paul Pujade (1902 - 1904)
- Émile Brousse (1904 - 1906)
- Émile Pares (1906 - 1908)
- Frédéric Manaut (1908 - 1910)
- Jean Mirapeix (1910 - 13 janvier 1912 ; mort en fonction[1])
- Jules Pams (1912 - 1927)
- Victor Dalbiez (1927 - 1930)
- Joseph Denis (1930 - 1931)
- Jean Payra (1931 - 1937)
- Joseph Parayre (1937 - 1940)
- Louis Marasse (1943 - 1944)
- Louis Noguères (1945 - 1956)
- Jean Jacquet (1956 - 1973)
- Léon-Jean Grégory (1973 - 1982)

- Guy Malé (1982 - 1987)
- René Marquès (1987 - 1998)
- Christian Bourquin (1998 - 9 novembre 2010[2])
- Jean-Jacques Lopez (9 - 21 novembre 2010 ; intérimaire)
- Hermeline Malherbe (depuis le 21 novembre 2010)